# Germán Parreño
Germán Parreño Boix (Elche, 16 februari 1993) is een Spaans voetballer die speelt als doelman. In juli 2023 verruilde hij Ibiza voor Deportivo La Coruña.

## Carrière
Parreño speelde in de jeugd voor Elche, maar stapte in 2007 over naar de opleiding van Espanyol. In 2011 werd de doelman doorgeschoven naar het belofteteam, waarmee hij twee jaar in de Tercera División speelde. Op 26 augustus 2013 verlengde Parreño zijn verbintenis bij de Catalaanse club met vier jaar en werd hij tweede doelman in het eerste elftal. Op 8 december maakte hij zijn professionele debuut, toen er in de Copa del Rey met 4–2 gewonnen werd van Real Jaén. In januari 2015 werd hij verhuurd aan Racing Santander. Het seizoen 2015/16 bracht Parreño door op huurbasis bij Girona. De doelman kwam niet in actie voor Girona en voor het seizoen 2016/17 ondertekende hij een tweejarige verbintenis bij Elche, waar hij in de jeugd had gespeeld. Hij was het gehele seizoen tweede doelman en speelde twee competitiewedstrijden. Hierop vertrok hij na één jaar naar UCAM Murcia. Na één seizoen werd de verbintenis van de sluitpost met een jaar verlengd tot medio 2019. Na afloop van dit contract vertrok Parreño naar Ibiza. Medio 2023 nam Deportivo La Coruña hem transfervrij over.